# 迷你橄欖球
迷你橄欖球（Mini rugby），也稱為新形象橄欖球，是一種橄欖球聯盟，旨在向兒童介紹這項運動。它使用比標準橄欖球更小的球和球場，每邊有八到十名球員或運動員。